# Morafeno (Maevatanana)
Pour les articles homonymes, voir Morafeno.
Morafeno est une commune urbaine malgache située dans la partie sud-est de la région de Betsiboka.